# Јуми Умеока
Јуми Умеока (јап. 梅岡 由美) бивша је јапанска фудбалерка.

## Репрезентација
За репрезентацију Јапана дебитовала је 1997. године. За тај тим одиграла је 4 утакмице.

## Статистика
| Јапан  | Јапан | Јапан |
| Год.   | Ута.  | Гол.  |
| ------ | ----- | ----- |
| 1997   | 3     | 0     |
| 1998   | 1     | 0     |
| Укупно | 4     | 0     |